# تانوکو
تانوکو (به انگلیسی: Tanuku) یک منطقهٔ مسکونی در هند است که در Tanuku mandal واقع شده‌است. تانوکو ۵۶٫۵۴ کیلومتر مربع مساحت و ۷۲٬۳۴۸ نفر جمعیت دارد.